# Biroia solitaria
Biroia solitaria är en stekelart som beskrevs av Turner 1918. Biroia solitaria ingår i släktet Biroia och familjen bracksteklar. Inga underarter finns listade.